# Juan de Dios Izquierdo
Juan de Dios Izquierdo Collado [ˈxwãn̪ de ˈðjos iθˈkjɛɾðo koˈʝaðo] est un homme politique espagnol membre du Parti socialiste ouvrier espagnol (PSOE), né le 29 octobre 1947 à Deleitosa.

## Biographie

### Vie professionnelle et débuts en politique
Juan de Dios Izquierdo Collado naît le 29 octobre 1947 à Deleitosa, dans la province de Cáceres. Il étudie la philosophie et les lettres à l'université complutense de Madrid. Il y obtient un doctorat en sociologie en 1980 et devient quatre ans plus tard professeur de l'université nationale d'enseignement à distance (UNED).
Il appartient au Parti socialiste intérieur (PSI), qui se renomme ensuite en Parti socialiste populaire (PSP), à partir de 1968. Il s'installe en 1974 dans la province d'Albacete, où il organise le PSP aux côtés de José Bono. En 1977, ils se présentent tous les deux sans succès aux élections constituantes du 15 juin. Après que le PSP a intégré le Parti socialiste ouvrier espagnol (PSOE) en 1978, auquel il adhère, il s'inscrit à l'Union générale des travailleurs (UGT).

### Mandats parlementaires
Désigné secrétaire général provincial du Parti socialiste d'Albacete en 1981, il est élu au Sénat au cours des élections générales anticipées du 28 octobre 1982 avec 100 601 voix, ce qui constitue le deuxième meilleur score de la circonscription. Lors des élections du 22 juin 1986, il remporte un mandat au Congrès des députés, qu'il renouvelle en 1989, puis 1993.
Ayant cédé en 1987 à Manuel Ángel Aguilar Belda la direction du PSOE provincial, il en est président de 1990 à 1992. Il fait son entrée au Parlement européen deux ans plus tard et y siège jusqu'en 2004, année de son retrait de la politique active.
De 1997 à 1999, il occupe le poste honorifique de président du Parti socialiste de Castille-La Manche-PSOE (PSCM-PSOE). Successeur dans ces fonctions du chef du gouvernement territorial José Bono, il démissionne le 5 juillet 1999. Il entend ainsi marquer son désaccord avec Bono au sujet du tracé retenu LGV Madrid - Levant, qui passe par la province de Cuenca mais évite celle d'Albacete.